# فلاديمير ديموكوف
الجراح السوفيتى فلاديمير ديموكوف (المتوفى عام 1998) تضمنت تجاربه جراحات شاذة على الجراء .حيث كان يؤمن بإمكانية خلق حيوانات جديدة بواسطة نقل أعضاء الحيوانات المختلفة وزرعها في حيوانات أخرى. ورغم أن محاولاته قدمت الكثير لعالم الطب والجراحة إلا أن جنونه يتضح من خلال قيامه بزرع رؤوس الكلاب على الخنازير - أو العكس - وأمله في أن تتناسل هذه المخلوقات لأنتاج فصائل حيوانية جديدة كأن تلد الكلاب جراء برأس خنزير وقد اشتهر بجراحه اجراها عام 1954 كانت بدمج فصيلتين من الكلاب وأنتاج كلب برأسين